# Mohamed Aouamri
 (novembre 2018).
Si vous disposez d'ouvrages ou d'articles de référence ou si vous connaissez des sites web de qualité traitant du thème abordé ici, merci de compléter l'article en donnant les références utiles à sa vérifiabilité et en les liant à la section « Notes et références ».
Pour les articles homonymes, voir Aouamri.
Mohamed Aouamri est un dessinateur de bandes dessinées d'origine algérienne, né en Kabylie le 24 mars 1957.

## Biographie
Il fait ses études à l'école des Beaux-Arts de Douai puis à l'Académie des Beaux-Arts de Reims.
Il commence sa carrière au journal Pilote où il publie des gags animaliers, avant d'exercer comme dessinateur indépendant pour la publicité, pour le secteur de la communication et pour des BD didactiques.
En 2000, il participe à l'album L'or des fous (album de Bernard Lavilliers) : il s'agit d'un album bédé collectif (éd. du Soleil), couplé avec un CD musical (Universal Music).
En 2008, il a été le président du 13e festival du disque et de la BD d'Évian-les-Bains[réf. souhaitée].

## Publications

### Bande dessinée
Aouamri est le dessinateur de ces livres, et les collaborateurs indiqués sur les scénaristes.
- Sylve, avec Brice Tarvel :

1. Le Peuple des racines, Vaisseau d'Argent, 1990  (ISBN 2877570193).
2. Le Voyage vertical, Arboris, 1993  (ISBN 9034410161).
3. Le Seigneur des écorces, Arboris, 1998  (ISBN 9034410498).

- Mortepierre, avec Brice Tarvel, Soleil :

1. La Chair et le Soufre, 1995  (ISBN 2877643255).
2. Les Guerriers de rouille, 1998  (ISBN 2877647412).
3. La Mangeuse de lune, 1999  (ISBN 2877649091).
4. Le Sceau de l'ogre, 2002  (ISBN 284565040X).

- La Quête de l'oiseau du temps, t. 6 : Le Grimoire des Dieux, avec Serge Le Tendre et Régis Loisel, Dargaud, 2007  (ISBN 9782205056334)[2].
- Saga Valta, avec Jean Dufaux, Le Lombard :

1. Tome 1, 2012  (ISBN 9782803630332).
2. Tome 2, 2014  (ISBN 9782803632381).
3. Tome 3, 2017  (ISBN 9782803636648).

- Zibeline, avec Régis Goddyn et Régis Hautière, Casterman :

1. Sur l'autre rive, 2019  (ISBN 9782203166899).
2. Retour à Tikiland, 2020  (ISBN 9782203198333).

### Illustration
- Pierre Dubois et Brett, Encyclopédie de féerie : Lettre A, Dargaud, 2009  (ISBN 9782205056815)[3].

## Récompenses
- 1982 : 9e Salon International de la Bande Dessinée d'Angoulème, prix TF1.
- 2008 : Prix Saint-Michel du meilleur dessin pour La Quête de l'oiseau du temps, t. 6 : Le Grimoire des dieux [4].